# Xenon (mikroprocesszor)
A Xenon az Xbox 360 játékkonzol CPU-ja. A processzor kódneve az IBM-nél kezdetben „Waternoose” volt, ezt a nevet Henry J. Waternoose III-ról, a Szörny Rt. vezéréről kapta, a Microsoftnál pedig XCPU, ami valószínűleg az „Xbox CPU” kreatív rövidítése. A processzor az IBM PowerPC utasításkészlet-architektúrán alapul és három független magot tartalmaz egy tokban. A magok a Cell mikroprocesszor központi összetevőjének, a Power Processor Element (PPE) magnak kissé átalakított változatai – a Cell processzor a PlayStation 3 CPU-ja. A magok mindegyike két szimmetrikus hardveres szálat kezel (SMT), így összesen hat hardveres szál áll a játékprogramok rendelkezésére. A független magok egyenként 32 KiB-os L1 utasítás-gyorsítótárat és 32 KiB-os L1 adat-gyorsítótárat tartalmaznak.
A processzorok a tokozáson az „XCPU” jelölést hordozzák, és a Chartered Semiconductor Manufacturing cég gyártja azokat, amely újabban a GlobalFoundries cégcsoport része. A Chartered  2007-ben 65 nm-esre redukálta a gyártási folyamatot, ami a gyártási költségeket is csökkenti a Microsoft számára.
A „Xenon” név az Xbox 360 korai fejlesztési fázisából származó kódnevének újrahasznosítása (az Xbox 360 régi elnevezése).

## Specifikációk
- 90 nm-es gyártási folyamat,[4] 2007-ben 65 nm-es gyártási folyamatra váltva[5] (kódneve „Falcon”, később „Jasper”), 45 nm-es gyártási folyamat az Xbox 360 S modell megjelenésével[6]
- 165 millió tranzisztor
- Három szimmetrikus, SMT-képes, 3,2 GHz órajelen futó mag[4]
- SIMD: VMX128, 2× (128×128 bites) regiszterfájl minden maghoz[4]
- 1 MiB L2 gyorsítótár[4], a GPU által zárolható, a processzor-órajel felén (1,6 GHz) fut, 256 bites busszal
- 51,2 GiB/s (gigabájt másodpercenként) L2 memória sávszélesség (256 bit × 1600 MHz)
- 21,6 GiB/s front-side bus (A CPU oldalán ez egy 8B széles 1,35 GHz-es FSB adatáramot biztosít, a GPU oldalán egy 16B széles, 675 MHz órajelű FSB adatáramhoz csatlakozik.)[4]
- Vektorgrafikai teljesítmény: 9,6 milliárd skalárszorzat / másodperc
- Az utasításvégrehatás sorrendi végrehajtásra (in-order code execution) van korlátozva[4]
- eFuse: 768 bites[7]
- ROM (és 64 KiB SRAM) tárolja a Microsoft Secure Bootloader betöltőprogramot, és a titkosító hipervizort[7]
- Bájtsorrend: big endian architektúra

## XCGPU
Az Xbox 360 S modellben vezették be a XCGPU jelű processzort, amelyben egy tokba vonták össze a Xenon CPU-t, a Xenos GPU-t és az eDRAM-ot. Az XCGPU ezzel szintén azt az újonnan induló trendet követi, amely a PlayStation 2 Slimline integrált EE+GS csipjével kezdődött, egyetlen csökkentett költségű csipbe kombinálva a CPU-t, GPU-t, memóriavezérlőket és I/O egységet. A processzor tartalmaz még egy ún. „front side bus replacement block”-ot, magyarul kb. frontoldali sín helyettesítő blokk, amely a CPU-t és a GPU-t kapcsolja össze belsőleg pontosan ugyanúgy, mint ahogy a front side bus kapcsolná össze őket, ha a két processzor külön csipben lenne, ezáltal az XCGPU nem változtatja meg az Xbox 360 hardveres jellemzőit.
Az XCGPU 372 millió tranzisztort tartalmaz, az Abu-Dzabi-beli székhelyű Advanced Technology Investment Company (ATIC) és az AMD közös vállalata, a GlobalFoundries gyártja, 45 nm-es folyamattal. Az eredeti Xbox 360-as csipkészletével összehasonlítva az összevont csip 60%-kal csökkentette a fogyasztást, és 50%-kal a fizikai csipterületet.

## Galéria
Illusztrációk az Xbox 360 és Xbox 360 S processzorok generációiról

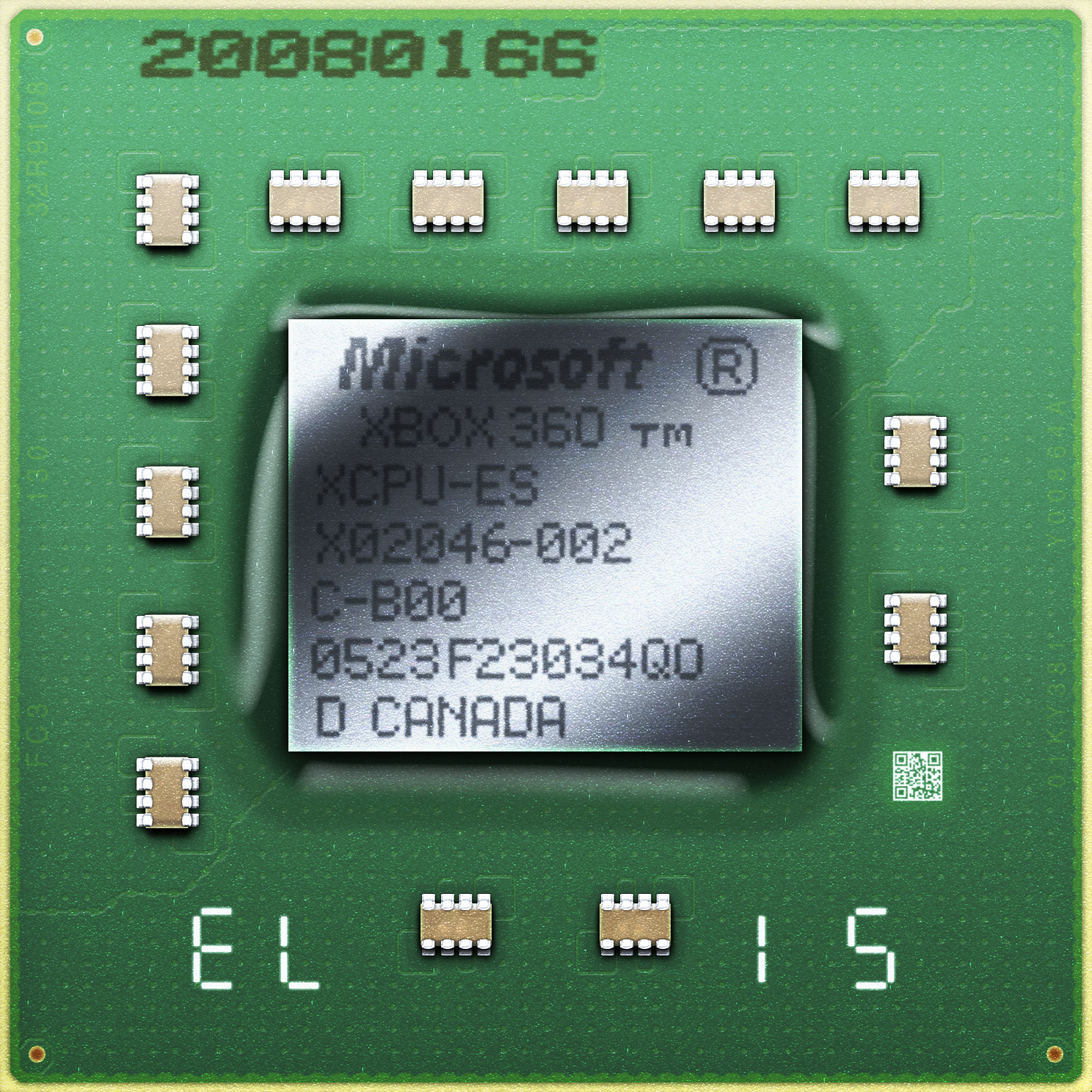
Az eredeti, 2005-ben az IBM által 90 nm folyamattal gyártott XCPU-ES "Xenon" processzor. Az „ES” az „engineering sample”, tervezési minta rövidítése. Az eszközt az IBM kanadai Bromont-beli létesítményében szerelték.
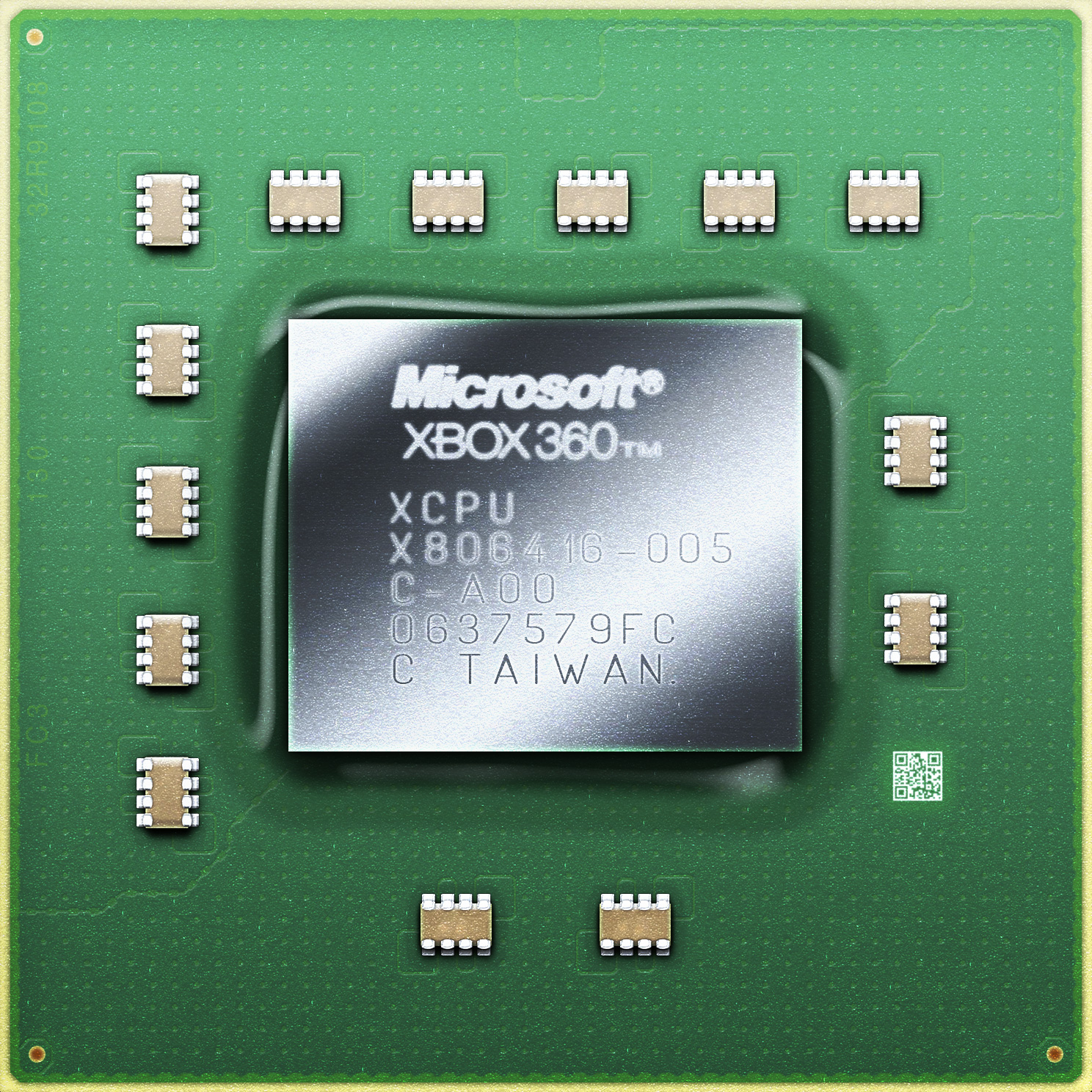
XCPU „Zephyr” – 90 nm-es folyamat, gyártója a Chartered, Tajvan, 2006.
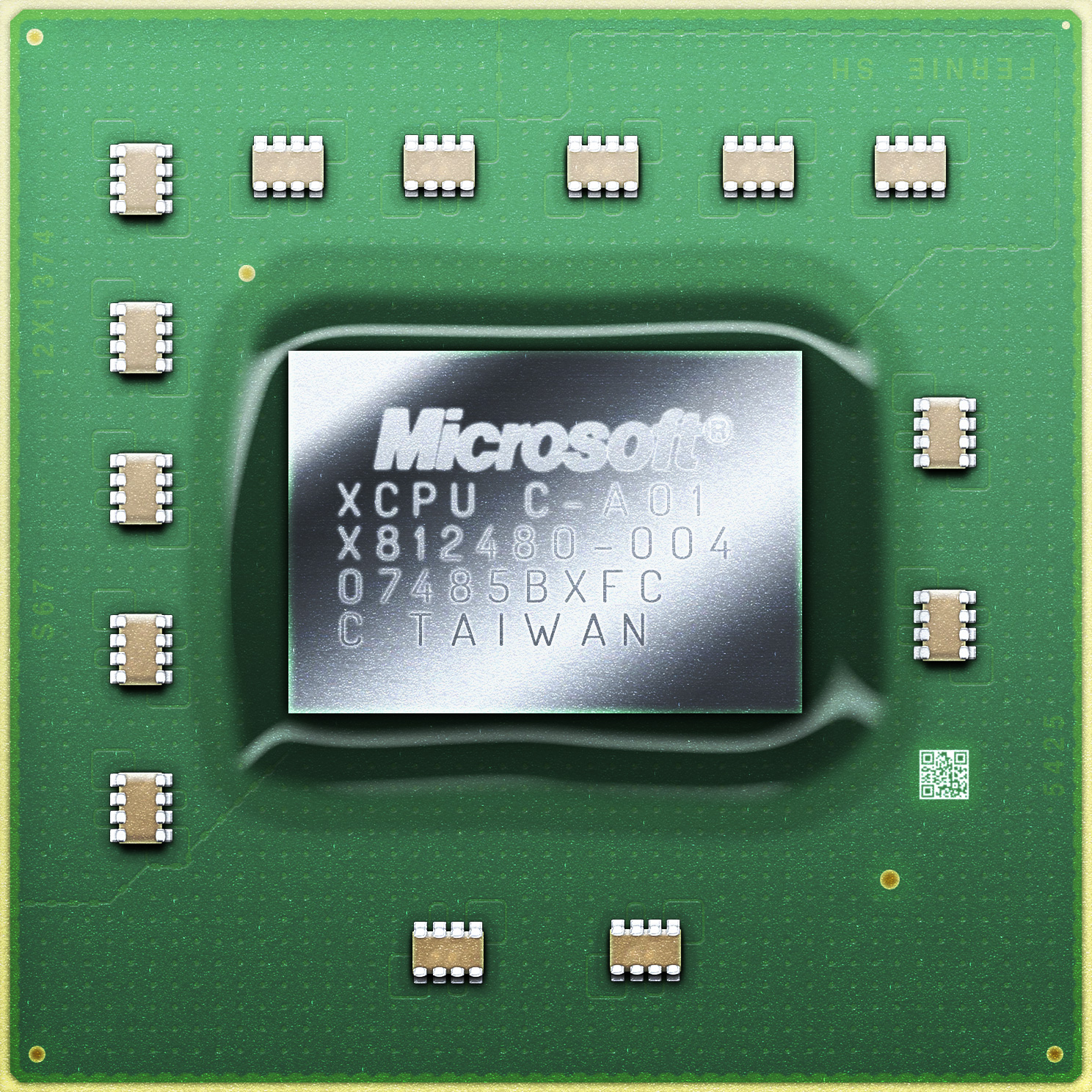
XCPU „Falcon” – 65 nm-es folyamattal készült, gyártó a Chartered, Tajvan, 2007.
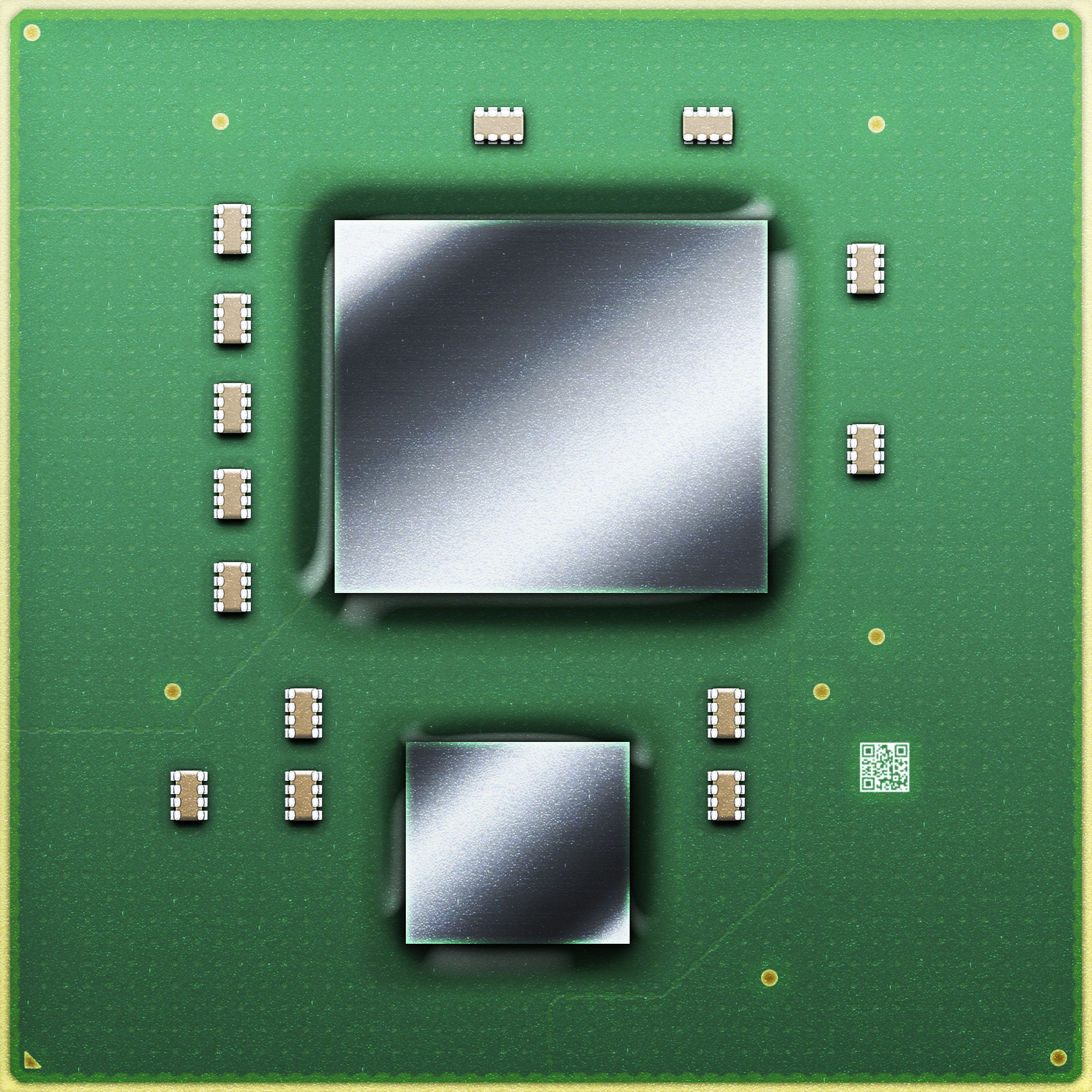
A kétcsipes XCGPU: a nagyobb maga az XCGPU, a kisebb a 10 MiB-os eDRAM. 65 nm-es folyamattal gyártotta a Global Foundries Tajvanon, 2010-ben.
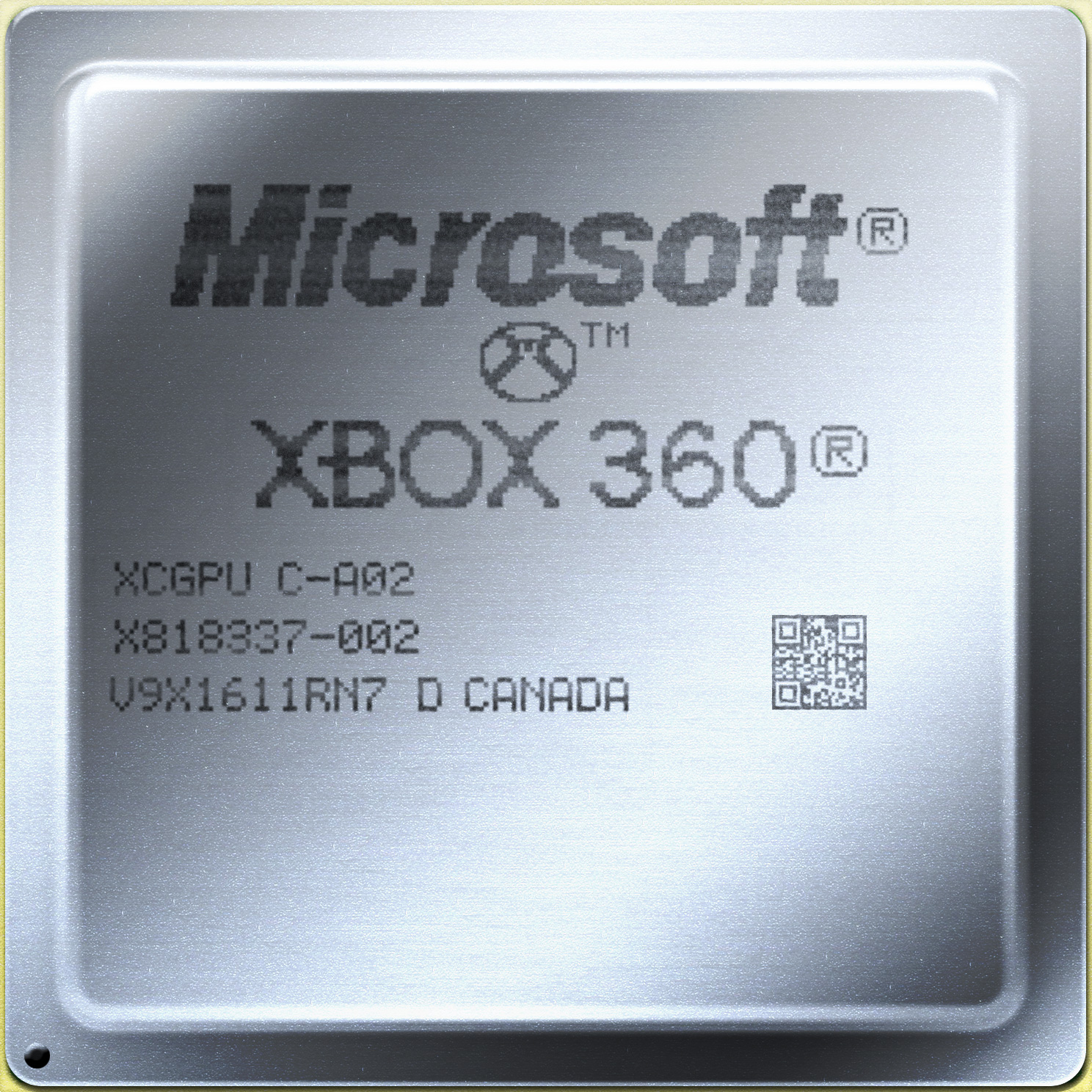
XCGPU hőelosztóval. Az eszközt az IBM bromonti létesítményében szerelték, Kanadában.

## Fordítás
Ez a szócikk részben vagy egészben  a   Xenon (processor) című angol Wikipédia-szócikk ezen változatának fordításán alapul.  Az eredeti cikk szerkesztőit annak laptörténete sorolja fel. Ez a jelzés csupán a megfogalmazás eredetét és a szerzői jogokat jelzi, nem szolgál a cikkben szereplő információk forrásmegjelöléseként.